# Heminomistis melanthes
Heminomistis melanthes är en fjärilsart som beskrevs av Edward Meyrick 1933. Heminomistis melanthes ingår i släktet Heminomistis och familjen mott. Inga underarter finns listade i Catalogue of Life.